# Lijst van voetbalinterlands Colombia - Zuid-Korea
Deze lijst van voetbalinterlands is een overzicht van alle officiële voetbalwedstrijden tussen de nationale teams van Colombia en Zuid-Korea. De landen speelden tot op heden acht keer tegen elkaar. De eerste ontmoeting, een vriendschappelijke wedstrijd, werd gespeeld in Los Angeles (Verenigde Staten) op 26 februari 1994. Het laatste duel, eveneens een vriendschappelijke wedstrijd, vond plaats op 24 maart 2023 in Ulsan.

## Wedstrijden
| № | Plaats      | Datum            | Competitie        | Wedstrijd             | Uitslag |
| - | ----------- | ---------------- | ----------------- | --------------------- | ------- |
| 1 | Los Angeles | 26 februari 1994 | Vriendschappelijk | Colombia – Zuid-Korea | 2 – 2   |
| 2 | Hongkong    | 31 januari 1995  | Vriendschappelijk | Colombia − Zuid-Korea | 0 − 1   |
| 3 | Suwon       | 23 november 1996 | Vriendschappelijk | Zuid-Korea – Colombia | 4 – 1   |
| 4 | Busan       | 29 maart 2003    | Vriendschappelijk | Zuid-Korea – Colombia | 0 – 0   |
| 5 | Los Angeles | 15 januari 2005  | Vriendschappelijk | Colombia – Zuid-Korea | 2 – 1   |
| 6 | Suwon       | 10 november 2017 | Vriendschappelijk | Zuid-Korea – Colombia | 2 – 1   |
| 7 | Seoel       | 26 maart 2019    | Vriendschappelijk | Zuid-Korea − Colombia | 2 − 1   |
| 8 | Ulsan       | 24 maart 2023    | Vriendschappelijk | Zuid-Korea − Colombia | 2 − 2   |

## Samenvatting
| Competitie        | Totaal gespeeld | Winst Colombia | Gelijk | Winst Zuid-Korea | Doelsaldo Colombia – Zuid-Korea |
| ----------------- | --------------- | -------------- | ------ | ---------------- | ------------------------------- |
| Vriendschappelijk | 8               | 1              | 3      | 4                | 9 − 14                          |
| Totaal            | 8               | 1              | 3      | 4                | 9 − 14                          |

Wedstrijden bepaald door strafschoppen worden, in lijn met de FIFA, als een gelijkspel gerekend.

## Details

### Eerste ontmoeting
| Vriendschappelijk (Los Angeles, Verenigde Staten, 26 februari 1994): |              | |
| Colombia | 2 – 2        | Zuid-Korea |
| Alex Escobar 73' Víctor Aristizábal 85' | goals        | 55' Kim Pan-Geun 66' Hwang Seon-Hong |
| Francisco Maturana | bondscoach   | Kim Ho |
| Óscar Córdoba Luis Fernando Herrera 46' Luis Carlos Perea Andrés Escobar Wilson Pérez Leonel Álvarez Mauricio Serna Gabriel Gómez Alex Escobar Iván Valenciano 46' Miguel Asprilla 46' | opstellingen | Choi In-Young Kang Chul Hong Myung-bo An Ik-Soo Lee Young-Jin Shin Hong-Ki 33' Goo Sang-Bum Cho Jin-Ho 60' Ko Jung-Woon Seo Jung-won Hwang Seon-Hong |
| Alexis Mendoza 46' Víctor Aristizábal 46' John Jairo Tréllez 46' | wissels      | 33' Kim Pan-Geun 60' Ha Seok-ju |
| Gabriel Gómez 17' Leonel Álvarez 23' Alexis Mendoza 60' | gele kaarten | 20' Shin Hong-Ki 31' Hwang Seon-Hong |

### Derde ontmoeting
| Vriendschappelijk (Suwon, Zuid-Korea, 23 november 1996): |              | |
| Zuid-Korea | 4 – 1        | Colombia |
| Hwang Seon-Hong 51' Hwang Seon-Hong 62' Kim Do-Hoon 75' Park Tae-Ha 87'                                                                                           | goals        | 70' Juan Villa |
| Park Jong-Hwan | bondscoach   | Javier Álvarez |
| Kim Byung-ji Kim Joo-Sung Huh Ki-Tae Lee Young-Jin 68' Hong Myung-bo Kang Chul Shin Tae-Yong 56' Kim Pan-Geun 56' Ha Seok-ju 56' Ko Jung-Woon 66' Hwang Seon-Hong | opstellingen | David Aguirre Diego Alzate Rafael Vasquez Osman López José Sinistera Alexander Orrego 71' Rubén Velasquez Walter Escobar Ancizar Valencia 63' John Mario Ramírez 59' Hugo Gallo |
| Lee Ki-Hyung 56' Roh Sang-Rae 56' Kim Do-Hoon 56' Park Tae-Ha 66' Park Nam-Yeol 68'                                                                               | wissels      | 59' José Ricardo Pérez 63' Juan Villa 71' Gustavo Restrepo |
| Shin Tae-Yong 19' Hong Myung-bo 68' | gele kaarten | 31' John Mario Ramírez 61' Ancizar Valencia 86' Diego Alzate |

### Vierde ontmoeting
| Vriendschappelijk (Busan, Zuid-Korea, 29 maart 2003): |              | |
| Zuid-Korea | 0 – 0        | Colombia |
| | goals        | |
| Humberto Coelho | bondscoach   | Francisco Maturana |
| Lee Woon-jae Choi Sung-yong Lee Min-Sung 46' Kim Tae-young Lee Young-pyo Lee Cheon-Soo 43' Kim Nam-il 79' Ahn Jung-hwan Yoo Sang-Cheol Choi Yong-soo 61' Seol Ki-hyeon | opstellingen | Faryd Mondragón Gonzalo Martínez Iván Córdoba Mario Yepes Brahaman Sinisterra Harold Lozano 46' Rubén Velásquez 46' Aldo Ramírez Andrés Sarmiento 56' Mayer Candelo 87' Jairo Castillo |
| Choi Sung-Gook 43' Cho Byung-Gook 46' Kim Sang-Shik 61' Woo Sung-Yong 79'                                                                                              | wissels      | 46' Andrés Pérez 46' Avimiled Rivas 56' Wilson Carpintero 87' Jaime Ruíz |

### Vijfde ontmoeting
| Vriendschappelijk (Los Angeles, Verenigde Staten, 15 januari 2005): |              | |
| Colombia | 2 – 1        | Zuid-Korea |
| Jairo Castillo 41' (pen.) Edixon Perea 75' | goals        | 2' Chung Kyung-Ho |
| Reinaldo Rueda | bondscoach   | Jo Bonfrère |
| David González Edwin García Samuel Vanegas Andrés González David Ferreira Jaime Castrillón 69' Jhon Viáfara 49' Aldo Ramírez Alexander Jaramillo Héctor Hurtado 46' Jairo Castillo | opstellingen | Lee Woon-jae Yoo Kyoung-Youl 61' Park Jae-Hong 46' Kim Sang-Sik Kim Jin-kyu Kim Dong-Jin 74' Oh Beom-seok 46' Kim Jung-woo Do Nam-Gung 85' Kim Dong-Hun 46' Chung Kyung-Ho |
| Edixon Perea 46' Hayder Palacio 49' Andres Casanas 69' | wissels      | 46' Kim Do-Heon 46' Kim Nam-il 46' Lee Dong-gook 61' Kim Chi-Gon 74' Park Kyu-Seon 85' Choi Sung-kuk                                                                       |
| Jairo Castillo ??', 90' | rode kaarten | |

### Zesde ontmoeting
| Vriendschappelijk (Suwon, Zuid-Korea, 10 november 2017): |              | |
| Zuid-Korea | 2 – 1        | Colombia |
| Son Heung-min 11' Son Heung-min 61' | goals        | 77' Cristián Zapata |
| Shin Tae-Yong | bondscoach   | José Pékerman |
| Kim Seung-gyu Kwon Kyung-won Kim Jin-su Jang Hyun-soo Choi Chul-soon Go Yo-han 82' Lee Jae-sung 82' Kwon Chang-hoon 89' Ki Sung-yueng Son Heung-min Lee Keun-ho 46' | opstellingen | Leandro Castellanos 46' Mateus Uribe Cristián Zapata 61' William Tesillo Davinson Sánchez 82' Stefan Medina 71' Avilés Hurtado James Rodríguez 46' Giovanni Moreno Abel Aguilar 64' Duván Zapata |
| Lee Jeong-hyeop 46' Yeom Ki-hun 82' Koo Ja-cheol 82' Lee Chang-min 89'                                                                                              | wissels      | 46' Carlos Sánchez 46' Edwin Cardona 61' Frank Fabra 64' Carlos Bacca 71' Felipe Pardo 82' Jefferson Lerma                                                                                       |
| Go Yo-han 31' Lee Jeong-hyeop 71' Kim Jin-su 76' | gele kaarten | 50' Abel Aguilar 90' Jefferson Lerma |

Colfútbol · A-internationals · Selecties · Statistieken · Bondscoaches · Colombiaans vrouwenelftal · Olympisch elftal · Colombia U20 · Colombia U17
1938 – 1949 ·
1950 – 1959 ·
1960 – 1969 ·
1970 – 1979 ·
1980 – 1989 ·
1990 – 1999 ·
2000 – 2009 ·
2010 – 2019 ·
2020 – 2029
WK 1962 · 
WK 1990 · 
WK 1994 · 
WK 1998 · 
WK 2014 · 
WK 2018
OS 1968 · 
OS 1972 · 
OS 1980 · 
OS 1992 · 
OS 2016
1938 · 
1939 · 1940 · 1941 · 1942 · 1943 · 1944 · 
1946 · 
1947 · 
1948 · 
1949 · 
1950 · 1951 · 1952 · 1953 · 1954 · 1955 · 1956 · 
1957 · 
1958 · 1959 · 1960 · 
1961 · 
1962 · 
1963 · 
1964 · 
1965 · 
1966 · 
1967 · 
1968 · 
1969 · 
1970 · 
1971 · 
1972 · 
1973 · 
1974 · 
1975 · 
1976 · 
1977 · 
1978 · 
1979 · 
1980 · 
1981 · 
1982 · 
1983 · 
1984 · 
1985 · 
1986 · 
1987 · 
1988 · 
1989 · 
1990 ·
1991 · 
1992 · 
1993 · 
1994 · 
1995 · 
1996 · 
1997 · 
1998 · 
1999 · 
2000 · 
2001 · 
2002 · 
2003 · 
2004 · 
2005 · 
2006 · 
2007 · 
2008 · 
2009 · 
2010 · 
2011 · 
2012 · 
2013 · 
2014 · 
2015 · 
2016 · 
2017 ·
2018 ·
2019 ·
2020 ·
2021
Algerije ·
Argentinië ·
Australië ·
Bahrein ·
België ·
Bolivia · 
Brazilië ·
Canada ·
Chili ·
China · 
Costa Rica ·
Cuba ·
DDR ·
Duitsland ·
Ecuador ·
Egypte ·
El Salvador ·
Engeland ·
Finland ·
Frankrijk ·
Griekenland ·
Guatemala · 
Haïti ·
Honduras ·
Hongarije ·
Hongkong ·
Ierland ·
Irak ·
Israël ·
Ivoorkust ·
Jamaica ·
Japan ·
Joegoslavië ·
Jordanië ·
Kameroen ·
Koeweit · 
Liberia · 
Marokko ·
Mexico ·
Montenegro ·
Nederland ·
Nederlandse Antillen ·
Nicaragua ·
Nieuw-Zeeland · 
Nigeria ·
Noord-Ierland ·
Noorwegen ·
Panama ·
Paraguay ·
Peru ·
Polen ·
Puerto Rico ·
Qatar ·
Roemenië ·
Saoedi-Arabië ·
Schotland ·
Senegal ·
Servië ·
Slovenië ·
Slowakije ·
Sovjet-Unie ·
Spanje ·
Trinidad en Tobago ·
Tsjecho-Slowakije ·
Tunesië · 
Turkije · 
Uruguay ·
Venezuela ·
Verenigde Arabische Emiraten · 
Verenigde Staten ·
Zuid-Afrika ·
Zuid-Korea ·
Zweden ·
Zwitserland
Brazilië (2014) ·
Engeland (2018) ·
Griekenland (2014) ·
Ivoorkust (2014) ·
Japan (2014) ·
Japan (2018) ·
Polen (2018) ·
Senegal (2018) ·
Uruguay (2014)
KFA · A-internationals · Selecties · Bondscoaches · Zuid-Koreaans vrouwenelftal · Olympisch elftal · Zuid-Korea U21 · Zuid-Korea U20 · Zuid-Korea U19 · Zuid-Korea U18 · Zuid-Korea U17
1940 – 1949 ·
1950 – 1959 ·
1960 – 1969 ·
1970 – 1979 ·
1980 – 1989 ·
1990 – 1999 ·
2000 – 2009 ·
2010 – 2019 ·
2020 − 2029
WK 1954 · 
WK 1986 · 
WK 1990 · 
WK 1994 · 
WK 1998 · 
WK 2002 · 
WK 2006 · 
WK 2010 · 
WK 2014 · 
WK 2018
OS 1948 ·
OS 1964 ·
OS 1988 ·
OS 1992 ·
OS 1996 ·
OS 2000 ·
OS 2004 ·
OS 2008 ·
OS 2012 ·
OS 2016 ·
OS 2020
1948 ·
1949 ·
1950 · 
1951 · 1952 · 
1953 · 
1954 · 
1955 · 
1956 · 
1957 · 
1958 · 
1959 ·
1960 · 
1961 · 
1962 · 
1963 · 
1964 · 
1965 · 
1966 · 
1967 · 
1968 · 
1969 ·
1970 · 
1971 · 
1972 · 
1973 · 
1974 · 
1975 · 
1976 · 
1977 · 
1978 · 
1979 ·
1980 · 
1981 · 
1982 · 
1983 · 
1984 · 
1985 · 
1986 · 
1987 · 
1988 · 
1989 ·
1990 ·
1991 · 
1992 · 
1993 · 
1994 · 
1995 · 
1996 · 
1997 · 
1998 · 
1999 · 
2000 · 
2001 · 
2002 · 
2003 · 
2004 · 
2005 · 
2006 · 
2007 · 
2008 · 
2009 · 
2010 · 
2011 ·
2012 ·
2013 ·
2014 ·
2015 ·
2016 ·
2017 ·
2018 ·
2019 ·
2020 ·
2021 ·
2022 ·
2023 ·
2024
Afghanistan ·
Algerije ·
Angola ·
Argentinië ·
Australië ·
Bahrein ·
Bangladesh ·
België ·
Bolivia ·
Bosnië en Herzegovina ·
Brazilië ·
Brunei ·
Bulgarije ·
Burkina Faso ·
Cambodja ·
Canada ·
Chili ·
China ·
Colombia ·
Costa Rica ·
Cuba ·
Denemarken ·
Duitsland ·
Ecuador ·
Egypte ·
El Salvador ·
Engeland ·
Filipijnen ·
Finland ·
Frankrijk ·
Georgië ·
Ghana ·
Griekenland ·
Guam ·
Guatemala ·
Haïti ·
Honduras ·
Hongarije ·
Hongkong ·
IJsland ·
India ·
Indonesië ·
Irak ·
Iran ·
Israël ·
Italië ·
Ivoorkust ·
Jamaica ·
Japan ·
Jemen ·
Joegoslavië ·
Jordanië ·
Kameroen ·
Kazachstan ·
Kenia ·
Kirgizië ·
Koeweit ·
Kroatië ·
Laos ·
Letland ·
Libanon ·
Libië ·
Luxemburg ·
Macau ·
Malediven ·
Maleisië ·
Mali ·
Malta ·
Marokko ·
Mexico ·
Moldavië ·
Mongolië ·
Myanmar ·
Nederland ·
Nepal ·
Nieuw-Zeeland ·
Nigeria ·
Noord-Ierland ·
Noord-Korea ·
Noord-Macedonië ·
Noorwegen ·
Oekraïne ·
Oezbekistan ·
Oman ·
Pakistan ·
Palestina ·
Panama ·
Paraguay ·
Peru ·
Polen ·
Portugal ·
Qatar ·
Roemenië ·
Rusland ·
Saoedi-Arabië ·
Schotland ·
Senegal ·
Servië ·
Servië en Montenegro ·
Singapore ·
Slowakije ·
Soedan ·
Spanje ·
Sri Lanka ·
Syrië ·
Tadzjikistan ·
Taiwan ·
Thailand ·
Togo ·
Trinidad en Tobago ·
Tsjechië ·
Tunesië ·
Turkije ·
Turkmenistan ·
Uruguay ·
Venezuela ·
Verenigde Arabische Emiraten ·
Verenigde Staten ·
Vietnam ·
Wales ·
Wit-Rusland ·
Zambia ·
Zuid-Jemen ·
Zuid-Vietnam ·
Zweden ·
Zwitserland
Algerije (2014) · 
Australië (2015, 2) ·
België (2014) · 
Duitsland (2018) · 
Frankrijk (2006) · 
Griekenland (2010) ·
Mexico (2018) ·
Nigeria (2010) · 
Portugal (2022) · 
Rusland (2014) · 
Togo (2006) · 
Zweden (2018) ·
Zwitserland (2006)